# (37588) Lynnecox
(37588) Lynnecox (1991 GA2) – planetoida z pasa głównego asteroid okrążająca Słońce w ciągu 3,79 lat w średniej odległości 2,43 j.a. Odkryta 15 kwietnia 1991 roku.